# Людвіг Шарлемань

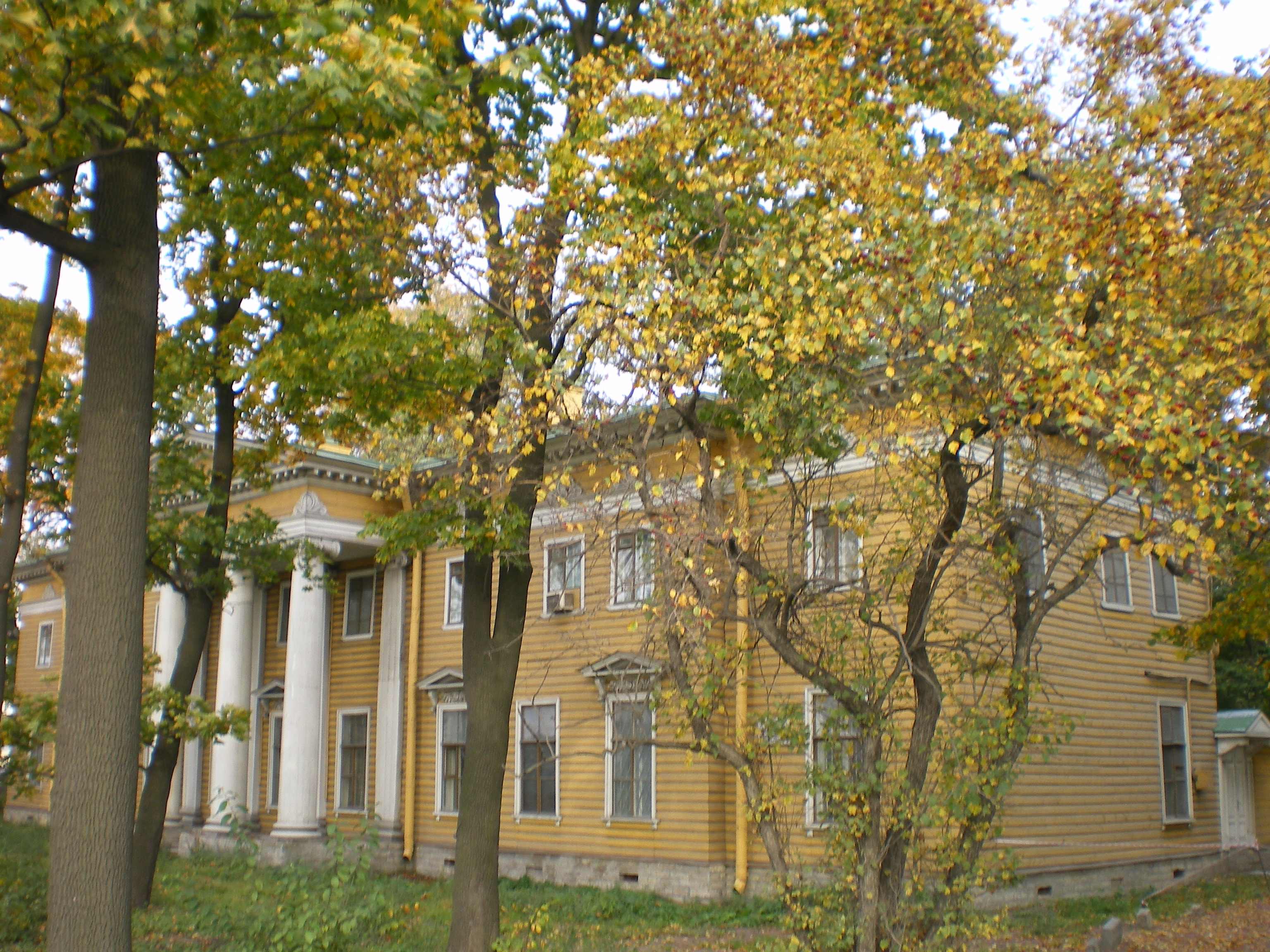
Дача Головіна. 2007 рік

Людвіг (Людовик) Шарлемань, рос. адаптоване Людвіг Іванович Шарлемань, Шарлемань 2-й (фран. Charlemagne; 1784 (1788?), Санкт-Петербург — 4 ноября (16 ноября) 1845, там же) — російський архітектор майстер ампіру, представник мистецької династії Шарлеманів, молодший брат Йосипа Шарлеманя (1-го). 

## Біографія
Народився у Петербурзі, в родині французького скульптора Жана Батіста Боде (Шарлеманя), що приїхав у Росію у 1777 році на запрошення Катерини II. У 1797 році разом зі своїми братами (Йосипом, Іваном й Карлом) Людвіг вступив до Імператорської Академії мистецтв. Завершивши навчання в 1806 році із золотою медаллю 2-го ступеня, Шарлемань став працювати помічником архітекторів Луїджі Руска і Олександра Михайлова.
З 1820 року Людвіг Шарлемань працює архітектором Гофінтендантської контори, де займається переробками й ремонтом у петербурзьких палацах (Єлагіному, Зимовому, Таврійському та інших)
У 1823—1824 роках Шарлемань побудував Головінську дачу (Виборзька набережна, 63), одне з найкращих дерев'яних будівель в стилі ампір.

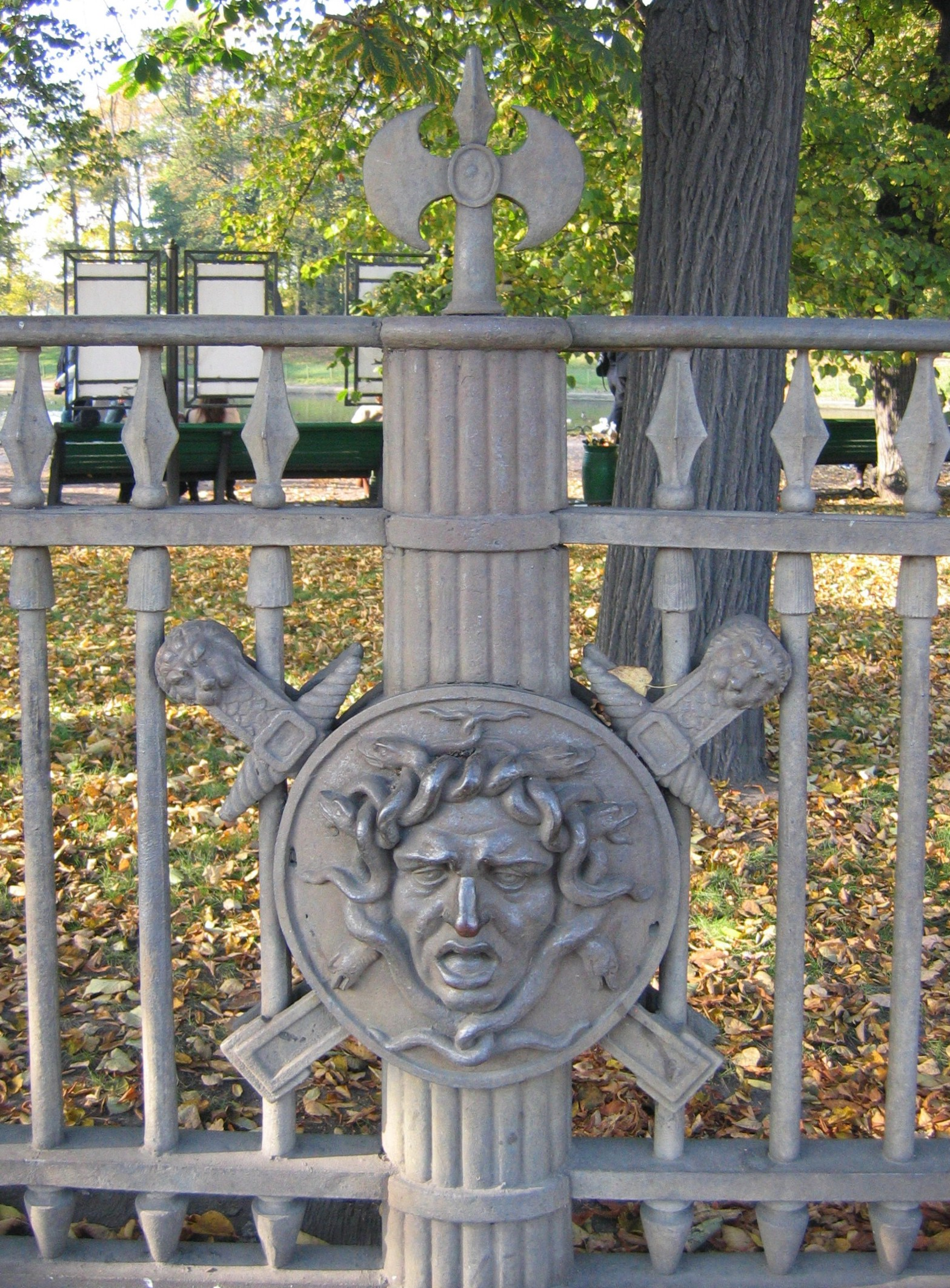
фрагмент ґрат Літнього саду, відлитих за проєктом Шарлеманя

За його проєктом у 1826 році відлита чавунна решітка Літнього саду з боку Мойки, а в 1827 там же споруджено Чайний будиночок, прикрашений доричними колонами.
На Кам'яному острові Шарлемань будує Гауптвахту Кам'янноострівського палацу (1824, Кам'яноострівський проспект, 77), 1827-1829 роках перебудовує Імператорську дачу (арх. Григорій Пильніков та Карло Россі), названу згодом Старою, або Міністерською (набережна Хрестівки, 7). У 1836-1838 роках. поруч зі старою дачею за проєктом Шарлеманя було зведено будівлю Нової (Міністерської) дачі (набережна Хрестівки, 11).
У 1829—1832 роках за проєктом Шарлеманя будується будівля Смирительного робітничого будинку (набережна річки Пряжки, 1, на 2-4 поверхах якої розташовувалася церква св. Миколая Чудотворця (не збереглася). З 1872 року тут розташована лікарня для душевнохворих.
У 1828-1832 роках за проєктом Шарлеманя будується будинок Інституту шляхетних дівчат у Полтаві (генеральний план розробив Олександр Штауберт).
У 1830—1833 роках у гирлі Фонтанки Шарлемань зводить будівлю Калинкінської лікарні (набережна річки Фонтанки, 166).
У 1831—1834 роках Шарлемань займається будівництвом Олександрінського сирітського будинку, де у 1843 році з Царського Села було переведено Імператорський Олександрівський ліцей.
Разом з архітектором Пьєтро Вісконті розробив проєкт Свято-Троїцького кафедрального й Успенського соборів в Катеринославі.
Людвіг Іванович Шарлемань помер від водянки у 1845 році й був похований на Волковському лютеранському кладовищі у Санкт-Петербурзі.